# Johannes Straub

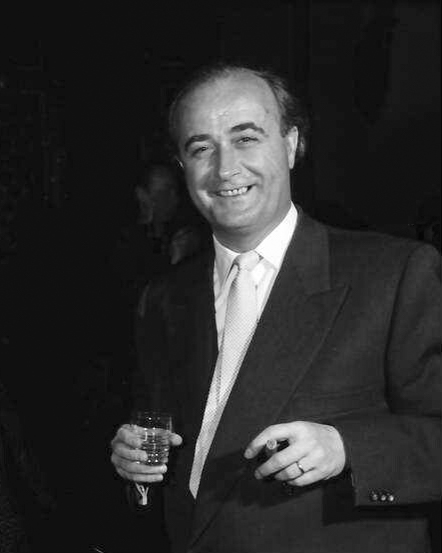
Joannes Straub (Foto von Willy Pragher) (1958)

Johannes Anton Straub (* 18. Oktober 1912 in Ulm; † 29. Januar 1996 in Bonn) war ein deutscher Althistoriker.

## Leben
Johannes Straub, Sohn eines Postbeamten, studierte Geschichte und klassische Philologie an den Universitäten Tübingen und Berlin. In Tübingen war er Mitglied der katholischen Studentenverbindung AV Guestfalia Tübingen im CV. 1938, ein Jahr nach seinem Eintritt in die NSDAP, wurde er in Berlin mit der Arbeit Herrscherideal in der Spätantike bei Wilhelm Weber promoviert. Während des Krieges habilitierte er sich 1942 mit der Schrift Aktuelle Geschichtsbetrachtungen. Untersuchungen über Zeit und Tendenz der Scriptores Historiae Augustae an der Universität Berlin und wurde 1944 außerordentlicher Professor, 1948 ordentlicher Professor an der Universität Erlangen. 1953 wechselte er als Ordinarius an die Universität Bonn, verbunden mit der Leitung des Seminars für Alte Geschichte. 1982 wurde er emeritiert. Zu Straubs bedeutendsten Schülern gehört Frank Kolb. Sein Nachfolger in Bonn wurde Klaus Rosen.
Von 1971 bis 1981 war er Mitglied der Zentraldirektion des Deutschen Archäologischen Instituts in Berlin. Straub schrieb u. a. Heidnische Geschichtsapologetik in der christlichen Spätantike und Regeneratio Imperii. Als Kenner der frühen und mittleren römischen Kaiserzeit engagierte er sich wesentlich in der Erarbeitung der Acta conciliorum oecumenicorum; er gab 1971 den zweiten Teilband der ökumenischen Konzilien heraus, als zeitweiliger Mitarbeiter des Projekts fungierte Rudolf Schieffer. Straub beschäftigte sich intensiv mit der Historia Augusta und war an der Planung der diesbezüglichen Forschungscolloquien maßgeblich beteiligt.
Straub war der Vater des Historikers und Publizisten Eberhard Straub.

## Schriften (Auswahl)
- Vom Herrscherideal in der Spätantike. Kohlhammer, Stuttgart 1939. Unveränderter Nachdruck 1964.
- Studien zur Historia Augusta. Artemis, Zürich 1952.
- Heidnische Geschichtsapologetik in der christlichen Spätantike – Untersuchungen über Zeit und Tendenz der Historia Augusta. Habelt, Bonn 1963.
- Regeneratio imperii – Aufsätze über Roms Kaisertum und Reich im Spiegel der heidnischen und christlichen Publizistik. 2 Bände. Wissenschaftliche Buchgesellschaft, Darmstadt 1972–1986.